# Mihai Burciu
Mihai Burciu (n. 24 septembrie 1985, Horodnic de Jos, Suceava) este un jurnalist și manager sportiv român, care în prezent locuiește și activează în Republica Moldova. În vara anului 2015 a fost numit în funcția de consilier în cadrul Ministerului Tineretului și Sportului. El este fondatorul, președintele și finanțatorul Clubului Sportiv Femina-Sport Chișinău.
Concomitent mai activează ca profesor universitar la Universitatea de Stat de Educație Fizică și Sport și prezentator de știri și realizator/prezentator al emisiunii „Ecoul sportului” de pe postul Moldova Sport. 
Anterior a mai activat ca jurnalist sportiv la postul Jurnal TV și jurnal.md, parte a holdingului Jurnal Trust Media, dar și la  portalurile sport-express.md, sport-local.md, fotbal.md, olympic.md, moldovasport.md și a ocupat funcția de Director Mass-Media la cluburile de fotbal FC Costuleni, Rapid Ghidighici, iar apoi și la Veris Chișinău.

## Legături externe
- Profilul lui Mihai Burciu pe LinkedIn
- Pagina lui Mihai Burciu pe facebook
- Profilul lui Mihai Burciu pe facebook
- Blogul lui Mihai Burciu
- Interviu cu Mihai Burciu: „Meteorul român ce a aprins Femina”, Ivan Goncearuc, Revista Amount, nr.2, pag. 19-26, 1 decembrie 2011